# أيام الرعب (فلم)
أيام الرعب هو فيلم مصري أُنتج عام 1988، من بطولة صلاح ذو الفقار ومحمود ياسين وميرفت أمين، من تأليف جمال الغيطاني ويسري الجندي وإخراج سعيد مرزوق.

## القصة
الحاج عبد الرحيم (صلاح ذو الفقار) تاجر متشدد دينيًا يعيش في منطقة الحسين له ابنة واحدة هي سلوى (ميرفت أمين) تقع في حب محروس (محمود ياسين) الصعيدي النازح إلى القاهرة خوفًا من الثأر منذ عشرين عامًا والذي يعيش حياته ناسيًا أو متناسيًا كل ما يتعلق بقضية الثأر القديمة، وعندما يبدأ بالتخطيط لحياة زوجية سعيدة مع سلوى، يصله خبر خروج عويضة (غسان مطر) من السجن ويعرف عن عزمه في الأخذ بالثأر منه. يستغيث محروس بالحاج عبد الرحيم لحمايته. وفي النهاية يلقي محروس المصير المحتوم بمواجهة عويضة.

## بطولة
- صلاح ذو الفقار بدور (الحاج عبد الرحيم)
- محمود ياسين بدور (محروس)
- ميرفت أمين بدور (سلوى)
- أحمد بدير بدور (درديري الفران)
- زهرة العلا بدور (عيشة والدة سلوى)
- هياتم بدور (فايقة)
- غسان مطر بدور (عويضة)
- نعيمة الصغير بدور (الحاجة زهرة)
- أحمد نبيل بدور (سعد الفران)
- حسن حسين بدور (صاحب الحمام الشعبي)
- محمود فرج

## روابط خارجية
- مقالات تستعمل روابط فنية بلا صلة مع ويكي بيانات